# Campionatul Mondial de Scrimă din 1949
Campionatul Mondial de Scrimă din 1949 s-a desfășurat pentru prima dată în afara Europei, în acest caz la Cairo în Egipt. Proba de floretă pe echipe nu s-a jucat.

## Rezultate

### Masculin
| Probă                 | Aur | Argint                                                                           | Bronz |
| Spadă la individual   | Dario Mangiarotti (ITA)                                                                                           | René Bougnol (FRA)                                                               | Per Carleson (SWE)                                                                                                   |
| Spadă pe echipe       | Italia Roberto Battaglia Luigi Cantone Antonio Mandruzzato Dario Mangiarotti Edoardo Mangiarotti Antonio Spallino | Suedia Per Carleson Hans Drakenberg Carl Forssell Rolf Julin                     | Egipt · Salah Dessouki · Mohamed Abdel Rahman · Mahmoud Younes · Maurice Schmeil · Youssef Asfar                     |
| Floretă la individual | Christian d'Oriola (FRA)                                                                                          | Renzo Nostini (ITA)                                                              | Edoardo Mangiarotti (ITA)                                                                                            |
| Floretă pe echipe     | Italia Manlio Di Rosa Edoardo Mangiarotti Giuliano Nostini Renzo Nostini Roberto Ferrari Giorgio Pellini          | Franța René Bougnol Jehan Buhan Christian d'Oriola Jacques Lataste Adrien Rommel | Egipt · Osman Abdel Hafeez · Anwar Tawfik · Salah Dessouki · Hassan Hosni Tawfik · Mahmoud Younes · Mohamed Zulficar |
| Sabie la individual   | Gastone Darè (ITA)                                                                                                | Giorgio Pellini (BEL)                                                            | Vincenzo Pinton (ITA)                                                                                                |
| Sabie pe echipe       | Italia Gastone Darè Renzo Nostini Mauro Racca Vincenzo Pinton Giorgio Pellini Vittorio Stagni                     | Franța Jacques Lefèvre Jean Levavasseur Jean Parent Jean-François Tournon        | Egipt · Ahmed Abou-Shadi · Salah Dessouki · Mohamed Abdel Rahman · Mahmoud Younes · Mohamed Zulficar                 |

### Feminin
| Probă                 | Aur               | Argint               | Bronz                   |
| Floretă la individual | Ellen Preis (AUT) | Karen Lachmann (DEN) | Jacqueline Baudot (FRA) |

## Clasament pe medalii
| Loc | Țară      | Aur | Argint | Bronz | Total |
| --- | --------- | --- | ------ | ----- | ----- |
| 1   | Italia    | 5   | 2      | 2     | 9     |
| 2   | Franța    | 1   | 3      | 1     | 5     |
| 3   | Austria   | 1   | 0      | 0     | 1     |
| 4   | Suedia    | 0   | 1      | 1     | 2     |
| 5   | Danemarca | 0   | 1      | 0     | 1     |
| 6   | Egipt     | 0   | 0      | 3     | 3     |